# Foligno Calcio
ASD Città di Foligno 1928 ist ein italienischer Fußballverein aus Foligno. Der Verein wurde 1928 gegründet und trägt seine Heimspiele im Stadio Enzo Blasone aus, das Platz bietet für 4.650 Zuschauer. Foligno Calcio spielt derzeit in der Lega Pro Prima Divisione, der dritthöchsten Spielklasse in Italien.

## Geschichte
Der Verein Foligno Calcio wurde im Jahre 1926 unter dem Namen Associazione Sportiva Foligno, kurz AS Foligno, in der gleichnamigen Stadt in der Region Umbrien im Zentrum Italiens, gegründet. Nach einigen wenigen Jahren in regionalen Ligen spielte Foligno ab der Saison 1929/30 in der Prima Divisione, damals der dritthöchsten Liga entsprechend. Bis 1934 war man in der Prima Divisione vertreten, ehe man als Dritter der Saison 1933/34 vom Ligabetrieb ausgeschlossen wurde und wieder in der  Seconda Divisione Umbria starten musste. Ein Jahr darauf folgte die erste Namensänderung, der Verein hieß folgend A.U.S.A. Foligno. Unter dem neuen Namen schaffte Foligno bis 1941 die Rückkehr in die Drittklassigkeit. In der mittlerweile in die sechste Saison gehende Serie C wurde man auf Anhieb Elfter der Girona G und hielt die Klasse. Auch in den nächsten drei Jahren wurden Mittelfeldplatzierungen in der Serie C erreicht. 1943 wurde der Spielbetrieb in Italien aufgrund des Zweiten Weltkrieges unterbrochen und erst zwei Jahre darauf wieder aufgenommen. Während der Zwangspause benannte sich der Verein um und nahm seinen heutigen Namen Foligno Calcio an.
In der Serie C 1945/46 wurde in der Girona B der zweite Rang hinter der AC Perugia erreicht, womit man den Aufstieg in die Serie B nur knapp verpasste. Doch danach ging es für Foligno stark bergab. 1948 kam der Abstieg in die Promozione, wo man nur Sechzehnter wurde und in die Prima Divisione durchgereicht wurde. In den nun folgenden dreißig Jahren vermochte es Foligno nicht, wieder in die dritthöchste Spielklasse zurückzukehren, man spielte viele Jahre in der Serie D, aber auch viele weitere in der Promozione. Erst in der Saison 1982/83 gelang durch einen zweiten Platz in der Girona A der Serie C2, einzig hinter der AC Prato, der Wiederaufstieg in die dritte Liga, die mittlerweile Serie C1 hieß. Dort wurde man allerdings nur Siebzehnter und stieg sogleich wieder ab. Nachdem Foligno sogar bis in die Tiefen des regionalen Amateurfußballs abgerutscht war, dauerte es bis ins Jahr 2007, als man als Erster der Girona B der Serie C2 in die Serie C1 zurückkehrte. Dort spielte der Verein gleich gut mit und wurde Vierter in der Girona A. In den Playoffs um den Aufstieg in die Serie B scheiterte Foligno Calcio jedoch im Halbfinale an der AS Cittadella, das später neben Sassuolo Calcio den zweiten Aufsteiger bilden sollte. Diese gute Platzierung konnte Foligno Calcio aber bis heute nicht wiederholen, man erreichte in den nächsten Jahren stets Platzierungen im unteren Bereich der Lega Pro Prima Divisione, konnte die Klasse aber stets halten.

## Ehemalige Spieler
- Andrea Cossu
- Zeffiro Furiassi
- Marcos Ariel de Paula
- Filippo Petterini

## Ehemalige Trainer
- Pierpaolo Bisoli
- Luca Fusi

## Ligenzugehörigkeit
- Serie C: 22 Spielzeiten
- Serie D: 34 Spielzeiten